# Neurchi de flexibilisation du marché du travail
Neurchi de flexibilisation du marché du travail, souvent abrégé en NdFlex, est une communauté francophone de création et de partages de memes portant sur les dérives du monde de l'entreprise. Créée sous la forme d'un neurchi, elle se décline aujourd'hui également sur Twitter, Instagram, YouTube, Twitch, Reddit, Discord et LinkedIn.

## Histoire
Le neurchi Neurchi de flexibilisation du marché du travail est créé en janvier 2019 par un étudiant en école de commerce. Les administrateurs viennent d'ailleurs pour la plupart de l'ESCP. Par la suite, les administrateurs et modérateurs créent une page Facebook, des comptes Twitter et Instagram pour y relayer les meilleures publications. Le neurchi compte plus de 150 000 membres fin 2020. Plus tard, l'équipe crée des chaînes YouTube et Twitch. Ils lancent des podcasts diffusés sur YouTube et Spotify, Entre 2 slides et Le travail c'est la santé. Le neurchi devient ainsi également un média qui porte un regard critique sur le monde du travail, en donnant la parole à des politiques ou des sociologues.

## Contenu et thèmes
Les memes de NdFlex dénoncent la libéralisation du marché du travail. Plusieurs personnages sont récurrents, dont deux principaux : Fabieng, le N+1, manager tyrannique, et Corenting, le N-1, employé ou stagiaire exploité par le premier. On retrouve également Dave, le développeur, courtisé par les managers,. Les thèmes principaux sont le burn-out, le bore-out, le management toxique, la précarisation de l'emploi, la start-up nation ou encore les bullshit jobs.
Le groupe permet de libérer la parole par l'humour et le sarcasme, et de sensibiliser au mal-être au travail.

## Communauté
Si les membres de la communauté sont à l'origine plutôt des étudiants en école de commerce et des jeunes cadres, d'autres catégories socio-professionnelles arrivent par la suite (fonctionnaires, intermittents, intérimaires...).